# John Ernest Walker
John Ernest Walker (Halifax, Anglaterra, 7 de gener de 1941) és un químic anglès guardonat amb el Premi Nobel de Química l'any 1997.
Va estudiar física, química i matemàtiques al St Catherine's College, depenent de la Universitat d'Oxford, on es doctorà el 1965.
Durant la seva estada a Oxford inicià la seva col·laboració amb Edward Abraham al voltant dels pèptids com a antibiòtics, així com s'interessà en la biologia molecular. Després de treballar entre 1969 i 1971 a la Universitat de Wisconsin i d'una estada a França entre aquell any i 1974, entrà a treballar a la Universitat de Cambridge. Allà conegué Fred Sanger i Francis Crick. Al costat d'aquests realitzà anàlisis de seqüències de preteïnes i pogué descobrir el codi genètic modificat del mitocondri, i el 1978 decidí aplicar mètodes químics de la proteïna a les mateixes proteïnes de la membrana.
En col·laboració amb el químic nord-americà Paul D. Boyer ha desenvolupat mètodes per estudiar la síntesi química dels enzims que catalitzen l'adenosina trifosfat, el principal aportador d'energia als organismes.
L'any 1997 fou guardonat, juntament amb Paul D. Boyer, amb la meitat del Premi Nobel de Química pel descobriment de la síntesi de la molècula de l'Adenosina trifosfat. L'altra meitat del premi reacaigué en el químic danès Jens Christian Skou pel descobriment de l'enzim transportador d'ions de sodi i potassi.